# Halo: Combat Evolved
Halo: Combat Evolved, comúnmente conocido como Halo, Halo CE o Halo 1, es un videojuego de disparos en primera persona desarrollado por Bungie Studios y publicado por Microsoft Game Studios el 15 de noviembre de 2001, a manera de título debut de la videoconsola Xbox, y de la cual es considerado como su aplicación asesina. Es el primer juego de la franquicia Halo. 
En 2003, Microsoft puso a la venta las respectivas adaptaciones para los sistemas Microsoft Windows —versión diseñada por Gearbox Software— y Mac OS X, mientras que la trama dio lugar a la producción de una serie de novelas e historietas ambientadas en el universo ficticio del juego virtual. Posteriormente, en 2007, se produjo un Xbox original disponible para su descarga en el disco duro de cualquier consola Xbox 360. En la Electronic Entertainment Expo de 2011, Microsoft anunció una versión denominada Halo: Combat Evolved Anniversary, cuyo estreno ocurrió el 15 de noviembre de 2011 con motivo del décimo aniversario del debut de dicho juego en el mercado. Entre las nuevas características que incluiría esta versión están un modo cooperativo en línea y gráficos mejorados a partir del motor de juego usado para Halo: Reach.
La trama de Halo tiene lugar en el siglo XXVI, período donde el jugador asume el rol del Jefe Maestro, un soldado genéticamente mejorado que es acompañado por Cortana, una inteligencia artificial. A lo largo de la historia, el usuario se enfrenta a varios extraterrestres —tanto en enfrentamientos directos de cuerpo a cuerpo como a bordo de vehículos— en su intento por descubrir los secretos de Halo, un mundo artificial con forma de anillo. 
La crítica ha catalogado al juego como un título con una interactividad «fácil de aprender», elogiándolo principalmente por su «atractiva historia». Igualmente, muchas revistas que abordan contenidos sobre videojuegos han calificado a Halo como «uno de los mejores y más importantes videojuegos de todos los tiempos». Hasta el 9 de noviembre de 2005, se llegaron a vender más de cinco millones de copias del juego en todo el mundo. Adicionalmente, el juego sirvió de inspiración y llegó a ser usado en la serie de títulos Red vs. Blue, creados por fanáticos de Halo, el cual es acreditado como «el primer gran éxito» de machinima la técnica consistente en usar motores con gráficos 3D en tiempo real, por lo general de algunos videojuegos, para crear películas animadas. En 2010, debutó Halo: Reach, una precuela de Combat Evolved además de ser el último juego de la saga producido por Bungie.

## Argumento

### Escenario
Los acontecimientos de Halo son narrados en un universo de ciencia ficción creado por Bungie Studios específicamente para el juego. De acuerdo a la trama, tras la sobrepoblación de la Tierra y la realización de los viajes interestelares a una velocidad mayor a la de la luz, la población humana se involucró en la colonización de otros planetas. Para facilitar lo anterior, la agencia UNSC estableció en el planeta Reach una colonia humana a manera de astillero espacial y centro de investigaciones científicas y militares. Ahí, se estableció poco después un experimento militar secreto, conocido como proyecto SPARTAN, cuyo objetivo era crear un ejército de supersoldados cibernéticos genéticamente mejorados. Veintisiete años antes de los hechos acontecidos en el juego, un conjunto de razas alienígenas tecnológicamente avanzadas, conocido como Covenant (El Pacto, en español), comenzó a atacar la colonia debido a que, para ellos, los seres humanos afrentaban a sus dioses y eran unos seres herejes. A continuación, la UNSC pasó por una serie de abrumadores derrotas y, a pesar de que los supersoldados del proyecto SPARTAN-II lograron contener de manera efectiva a las fuerzas del Covenant, no fueron capaces de evitar la guerra.

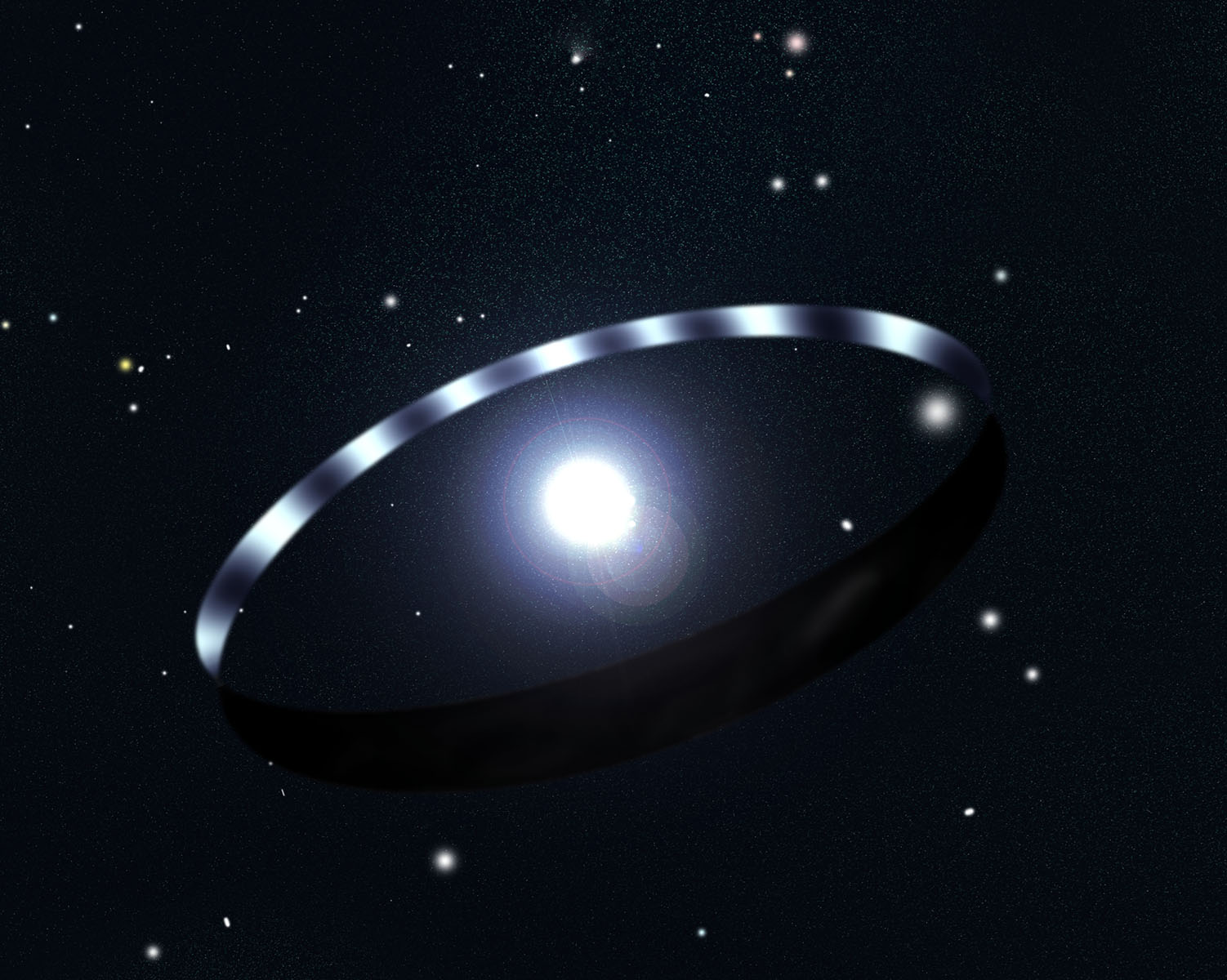
La historia principal de Halo, se centra en el descubrimiento de un anillo masivo, el cual los protagonistas exploran y descubren su función.

Para prepararse para una misión que consistía en hallar la ubicación del planeta natal del Covenant, los soldados SPARTAN-II se reunieron en Reach para obtener indicaciones adicionales sobre el delicado proyecto. Dos días antes de que la misión comenzara, las fuerzas del Covenant atacaron Reach y destruyeron la colonia en su totalidad. La nave espacial The Pillar of Autumn fue la única que sobrevivió a la invasión, y a bordo de ella se encontraba el comandante de los SPARTANS-II, Jefe Maestro. No obstante, ésta emprendió un viaje interestelar sin rumbo —parecido al concepto del hiperespacio—, con la esperanza de alejar a la raza enemiga de la Tierra. El juego comienza cuando el Pillar of Autumn llega a Halo.
El nombre del juego se debe al Halo, una estructura colosal con forma de anillo capaz de albergar vida en el espacio exterior, y cuyo diámetro —de acuerdo a Bungie Studios— es de diez mil kilómetros. Este lugar se halla en un punto de Langrange situado entre un planeta y su respectiva luna. La fuerza centrífuga que se genera por la rotación de la estructura proporciona a su vez la gravedad del anillo.
A su vez, el juego consta de diez niveles en total en el modo de campaña, los cuales se caracterizan por ser lineales —esto es, que avanzan conforme la historia del juego—:
1. El Pillar of Autumn. El escenario es un tutorial, por lo que los jugadores verán las barras de vida y de escudo, y tienen que probar los controles antes de que Covenant invada la nave Pillar of Autumn. Tiene tres objetivos y el último de ellos es salir de la nave. La prueba de armas no se realiza antes de que el Jefe Maestro se reúna por primera vez con Keyes.
2. Halo. Las cápsulas de escape cayeron en varios puntos de Halo. El Jefe Maestro despierta en una de ellas tras un aterrizaje forzoso. Posee dos objetivos, y abundan las batallas y los enfrentamientos con el Covenant mientras se busca a más supervivientes.
3. Verdad y Reconciliación. El Jefe Maestro se adentra en el crucero de guerra Covenant para rescatar al Capitán Keyes.
4. El Cartógrafo Silencioso. El objetivo es encontrar el Cartógrafo, para así ubicar a la Sala de Control de Halo.
5. Asalto a la Sala de Control. Es el más extenso del juego y el objetivo del jugador es llegar al cuarto de control antes que el Covenant.
6. Chispa Culpable 343. Su objetivo principal es localizar de nuevo a Keyes, y escapar luego de descubrir al Flood. Sin embargo, en su escape, fue interceptado por 343 Guilty Spark, abortando el objetivo en el proceso.
7. La Librería. Tiene como único objetivo recuperar el Índice.
8. Dos Traiciones. El escenario es el mismo que el de Asalto a la Sala de Control, excepto que el jugador va en sentido contrario y es de noche. El fin es destruir tres «generadores de pulsos de fase», dispositivos creados por los Forerunner para activar las instalaciones en los mundos anillo.
9. Keyes. Nuevamente, se debe ubicar a Keyes con tal de recuperar sus implantes neuronales y así programar la autodestrucción del Pillar of Autumn.
10. Las Fauces. El Jefe Maestro al fin encuentra la nave Pillar of Autumn ya derribada en el desierto. Consta de tres partes, todas de autodestrucción de la nave, y finaliza con el escape del interior de la nave justo antes de que estalle, y debido a eso, se le agrega el temporizador a la interfaz.

### Sinopsis
El argumento del juego es relatado en el manual de instrucciones, y en los diálogos y narraciones de los personajes, así como algunas escenas. Halo inicia cuando el Pillar of Autumn sale del hiperespacio y llega a una misteriosa estación espacial en forma de anillo llamada «Halo» por el Covenant. Una flota Covenant ataca de repente la nave, dañándola seriamente. El capitán Jacob Keyes inicia entonces el «Protocolo Cole», un procedimiento diseñado para prevenir que el Covenant obtenga información sobre la ubicación de la Tierra. Mientras Keyes maniobra la nave para el aterrizaje en el planeta anillo, el Jefe Maestro y Cortana, junto a un grupo de marinos, huyen a través de una «cápsula de escape», la cual se estrella en la superficie del anillo; Cortana y el Jefe son los únicos que sobreviven al impacto de la cápsula.
Keyes sobrevive al aterrizaje forzoso del Autumn, pero es capturado por el Covenant. En los niveles segundo y tercero del juego, el Jefe y Cortana se reúnen con algunos supervivientes humanos y rescatan a Keyes, a quien mantienen aprisionado en la nave Truth and Reconciliation del Covenant. Una vez que es rescatado, Keyes le pide al Jefe que derrote al Covenant y acuda al centro de mando de Halo, con el fin de conocer el propósito de dicha estructura. Posteriormente, el Jefe y Cortana llegan a una «sala de mapa» —es decir, dónde se localiza un holograma que muestra la estructura en su totalidad— conocido como el «Cartógrafo Silencioso» —aunque también se le conoce como la «Biblioteca»—, que los conduce al cuarto de control. Una vez ahí, Cortana accede a los sistemas y descubre algo importante, por lo que manda a Jefe a que encuentre a Keyes, mientras ella se queda en ese sitio. Cuando está buscando a su almirante, el Jefe descubre que el Covenant ha liberado accidentalmente a los Flood, una raza extraterrestre de parásitos capaces de expandirse por medio de la infección a otras formas de vida sensibles. Keyes cae víctima de los Flood mientras estaba buscando algunas armas. La liberación de los parásitos hace que la inteligencia artificial de Halo, 343 Guilty Spark, reclute al Jefe Maestro para que recupere el Índice, un dispositivo que activará Halo, previniendo así que los Flood se extiendan más allá de la estructura.
Una vez que el Jefe recupera el Índice y comienza a usarlo, reaparece en escena Cortana para advertirle sobre la activación de Halo: el sistema de defensa de Halo es un arma diseñada para matar toda forma viviente en la galaxia. La activación de Halo no solamente aniquilaría toda forma de vida en la estructura de anillo incluyéndolos a ellos, y a los Flood que necesitan infectar a otros organismos vivientes para sobrevivir, sino que además conseguiría activar otras instalaciones secundarias como Halo, lo que significaría la extinción de toda forma de vida en la galaxia.
Jefe Maestro y Cortana concluyen que deben destruir Halo antes de que 343 Guilty Spark, que posee algunos guerreros llamados Centinela, active dicho mecanismo. Al mismo tiempo continúan su enfrentamiento contra los Flood y el Covenant. Cortana descubre poco después que la única forma de destruir el planeta es mediante la autodestrucción del Pillar of Autumn. No obstante, la nave necesita un comando de voz del capitán Keyes para ejecutar tal acción. Después de localizarlo, se dan cuenta de que este fue infectado y se transformó en un Flood. Tras enfrentarse a él y derrotarlo, Jefe sustrae unos implantes neuronales de Keyes de su cerebro para que Cortana pueda utilizarlos y así activar la secuencia de autodestrucción del Autumn. Instantes previos a que esto último ocurra, 343 Guilty Spark reaparece y desactiva la cuenta regresiva de la nave. En ese momento descubre el registro histórico de la humanidad que Keyes había ocultado con el Protocolo Cole al inicio. A pesar de ello, el Jefe Maestro activa manualmente la secuencia una vez más mediante los reactores de fusión del Pillar of Autumn. Antes de la destrucción de Halo, escapa con Cortana en un vehículo Lonsword. Tras los créditos finales del juego, se aprecia a 343 Guilty Spark flotando en el espacio. La trama continúa en Halo 2.

### Personajes

#### Protagonistas
- Jefe Maestro: el personaje jugador es uno de los pocos supersoldados sobrevivientes del proyecto SPARTAN-II —véase Halo: The Fall of Reach y sus secuelas para mayor información—, además de ser el protagonista de la trama. Siendo apenas un niño, John —nombre real del soldado— resultó elegido para participar en SPARTAN-II y fue llevado a Reach, donde pasó por un riguroso entrenamiento físico y psicológico así como una serie de mejoras genéticas para controlar insurrecciones por parte de los rebeldes de diferentes localidades en el espacio controlado por la UNSC. Los marines de la agencia UNSC lo consideran como un «héroe», y en contraparte este genera terror entre el Covenant, que lo cataloga como un «demonio».[33]
- Cortana: es una inteligencia artificial producida por la UNSC y elegida para operar los sistemas del Pilar of Autumn durante la misión de la nave a su llegada a Halo. Previo a esto, Cortana se desempeñó como una agente especializada en espionaje electrónico al servicio de la UNSC. Ésta reside en un circuito integrado en forma de holograma y puede comunicarse directamente con el traje especial que lleva el Jefe Maestro, proporcionándole de esta forma consejos estratégicos y habilidades de combate durante los enfrentamientos del soldado. Fue creada a partir de células neuronales de la directora del proyecto SPARTAN, la Dra. Catherine Halsey.
- Jacob Keyes: es el capitán del Pillar of Autumn y un veterano de los viajes interestelares.
- Avery Johnson: es un marino que encabeza las fuerzas humanas contra los Flood y el Covenant.

#### Enemigos
- Raza Covenant: es una alianza de diversos grupos de seres extraterrestres unidos bajo el culto religioso de los Forerunner, creadores de los mundos anillo —entre ellos Halo— que mantienen aprisionados a los Flood. Una vez que Los Profetas, líderes de la raza Covenant, declaran a la humanidad como una afrenta para sus dioses, los extraterrestres comienzan una campaña de exterminación contra la raza humana. Accidentalmente, liberan a los Flood al activar los mundos anillo.
- Flood: son parásitos cuya finalidad es infectar cualquier forma de vida que encuentran a su paso. En Halo se menciona que los Forerunner se vieron obligados a extinguirse a sí mismos con tal de procurar la muerte de los Flood, a los cuales encerraron en los mundos anillo. Sin embargo, son liberados por el Covenant.
- Centinelas: son robots controlados por 343 Guilty Spark y construidos por los Forerunner. Su misión es defender el anillo de cualquier amenaza y controlar las invasiones Flood, para lo cual poseen armas especiales a base de láseres. Al principio del juego, figuran como aliados del Jefe.
- 343 Guilty Spark: es el antagonista principal de Halo y consiste en una inteligencia artificial creada por la raza Forerunner cuyo objetivo es monitorear y dar mantenimiento a los sistemas electrónicos de Halo. Es llamado por el Covenant como el «Oráculo».

## Sistema de juego
Halo es un juego de disparos en primera persona en un entorno tridimensional, en donde la acción se desarrolla casi enteramente desde la perspectiva del personaje jugador. Básicamente el jugador puede moverse libremente por ese entorno, y enfocar la mirada hacia arriba, abajo, a la izquierda o a la derecha. Existen distintas clases de vehículos que pueden ser utilizados por el usuario, y que van desde jeeps blindados y tanques de guerra hasta aerodeslizadores y naves alienígenas. Cuando Jefe conduce o se sube a alguno de dichos vehículos para maniobrar alguna arma, el sistema de juego adopta una perspectiva en tercera persona. La perspectiva original prevalece cuando el personaje simplemente va como pasajero.
Jefe está equipado con un escudo de energía que absorbe los daños causados por el enemigo, además de unos puntos de salud. La carga del escudo aparece en forma de una pequeña barra azul en el ángulo superior derecho del HUD del personaje. Una vez que la carga del escudo está casi agotada, el jugador se vuelve altamente vulnerable y cualquier daño adicional que reciba el jugador afectaría directamente al nivel de salud del personaje. El escudo se recarga automáticamente cuando no se recibe un daño considerable durante un breve lapso de tiempo.

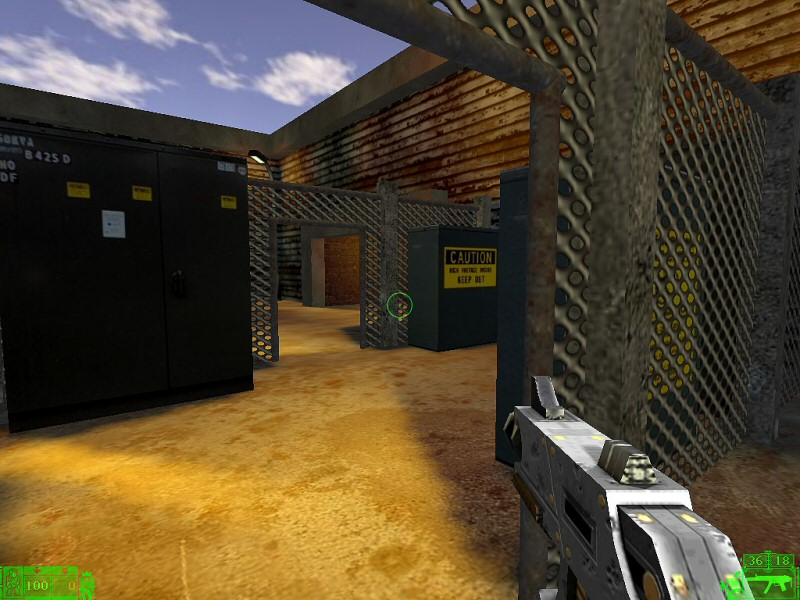
Primordialmente, Halo es un juego de disparos en primera persona, que cambia en algunos instantes a una perspectiva de tercera persona. En la imagen, una toma a manera de ejemplo de un juego en primera persona.

El arsenal de combate incorporado en Halo consta de todo tipo de armamento típico de los relatos de ciencia ficción. Algunos críticos han elogiado específicamente este rasgo, pues cada arma posee una función específica que prueba ser útil durante el transcurso de los acontecimientos. Por ejemplo, las pistolas de plasma requieren tiempo para enfriarse si son disparadas rápidamente, aunque no es posible recargarlas debido a que la batería de las mismas se agota y es necesario desecharlas y tomar otra nueva. Por el contrario, las armas de fuego convencionales no se sobrecalientan, pero sí requieren de suficiente munición para funcionar. Los jugadores sólo pueden cargar dos armas a la vez, una con la que se puede apuntar y atacar, y otra que es utilizada a manera de reserva, por lo que es necesario poseer una estrategia cuando se seleccionan las armas a utilizar.
Si bien se ha dicho anteriormente que Halo posee rasgos característicos de su género, también sobresale por mostrar algunos elementos que no son propios de los videojuegos de disparos en primera persona. Por ejemplo, el jugador no está obligado a guardar su arma antes de lanzar una granada de mano o cuando usa artefactos de combate cuerpo a cuerpo; en su lugar, ambos ataques pueden realizarse al mismo tiempo aun cuando se tenga equipada un arma. Todas las armas pueden usarse para atacar a los enemigos, lo cual le permite al Jefe Maestro asesinar con cautela a sus adversarios sin alertar a los demás enemigos que se hallen cerca de ahí. Puede cargar hasta ocho granadas al mismo tiempo: cuatro de fragmentación y cuatro de plasma, respectivamente. Al igual que las demás armas del juego, los dos tipos de granadas difieren una de la otra: la granada de fragmentación rebota y explota de forma inmediata, mientras que la de plasma se adhiere al objetivo antes de estallar.
Existen cuatro niveles de dificultad que el jugador puede seleccionar: fácil, normal, heroico y legendario. Las diferencias radican en que en los primeros niveles los enemigos no son tan difíciles de matar y los obstáculos son más fáciles de superar, mientras que en los últimos el jugador debe pasar por retos más desafiantes pues los enemigos tienen una mejor puntería y una mayor resistencia.

### Beligerantes
La principal fuerza enemiga del juego es el Covenant, una alianza formada por diferentes especies alienígenas unidas por su ideología religiosa. Entre sus elementos se encuentran los Elites, fieros guerreros protegidos por un escudo de energía similar al del personaje jugador; los Grunts, criaturas enanas y cobardes lideradas usualmente por los Elites, que acostumbran huir en vez de luchar a menos que un Elite se encuentre cerca; los Jackal, seres que utilizan un escudo de energía altamente resistente junto con sus armas; y los Hunter, criaturas enormes y poderosas que se protegen con gruesas armaduras que cubren casi la totalidad de su cuerpo.
Un enemigo secundario es la raza Flood, una forma de vida alienígena parasitaria que aparece primordialmente en tres variantes. La «Forma de Infección», que es la verdadera apariencia de los Flood, está formada por parásitos que son frágiles y no infringen un gran daño al atacar por su propia cuenta, aunque por lo regular suelen viajar en grupos de varias docenas. La «Forma de Combate» es aquella que adopta cuando infectan a un humano o a un Elite y que ha mutado a partir de la Forma de Infección. Su rasgo distintivo es que el cuerpo que actúa como recipiente se deforma de manera grotesca. Finalmente la «Forma Portadora» tiene como función servir como incubador para alguna nueva Forma de Infección: cuando hiere o se encuentra cerca de una víctima potencial, la Forma Portadora explota para dañar cualquier forma de vida cercana y así liberar sus esporas, con lo que se infecta a un nuevo organismo y el ciclo de expansión del parásito vuelve a repetirse. Por otra parte, se encuentran los Centinelas, droides robóticos que luchan contra los Flood, el Covenant y los seres humanos, y que fueron diseñados por una raza extinta conocida como Forerunner. Los Centinelas no son muy resistentes, aunque sí poseen armas láser potentes y son inmunes a la infección del parásito.
La inteligencia artificial de los enemigos en Halo ha sido una característica elogiada por la crítica. Por ejemplo, algunos adversarios se dan por vencidos y proceden a la huida una vez que sus superiores son asesinados, mientras que la mayoría se cubre de los ataques y usa fuego de supresión —también conocido como fuego de cobertura— y granadas. El jugador por lo general es auxiliado por los marinos del Comando Espacial de las Naciones Unidas (UNSC), quienes ofrecen apoyo terrestre y manejan la torreta de los vehículos o disparan sus armas para atacar a los enemigos.

### Modo multijugador

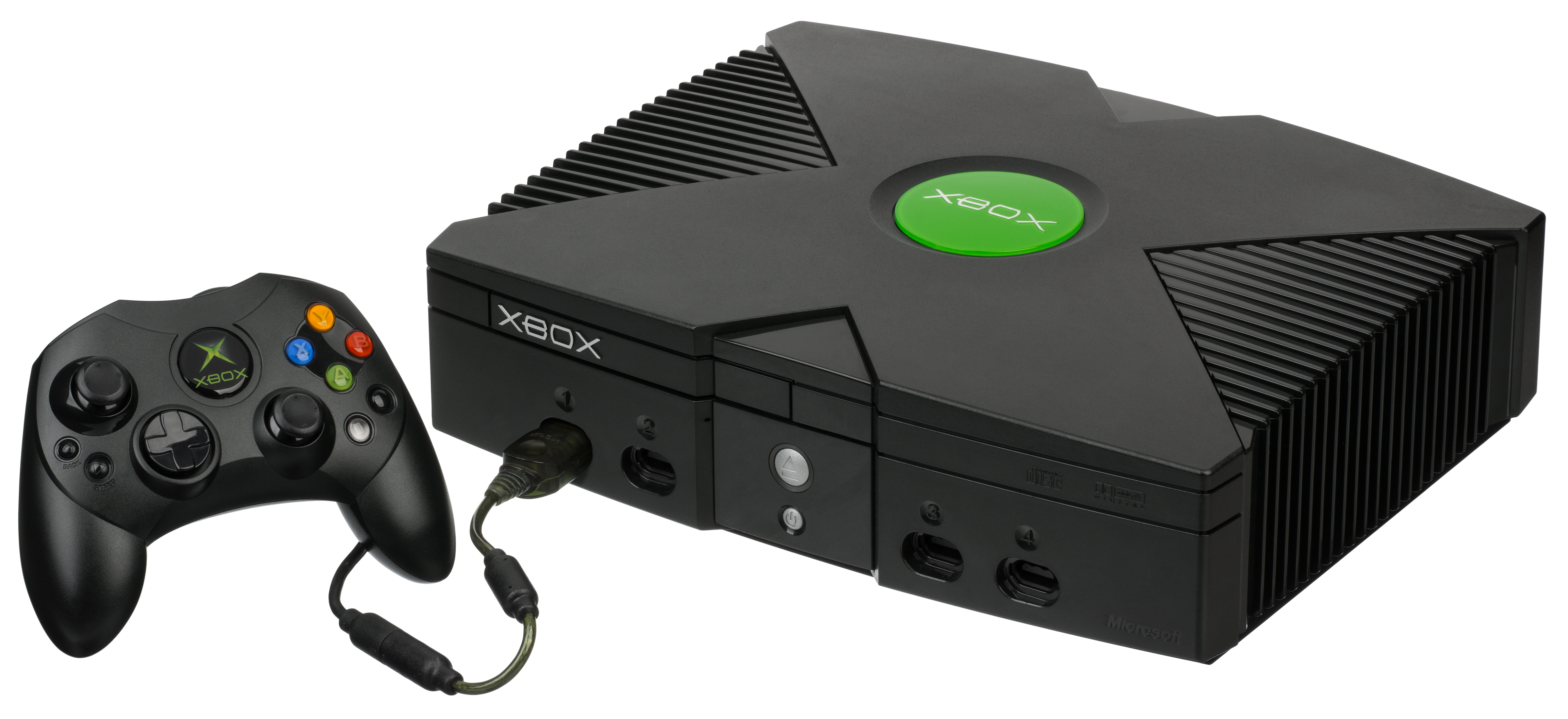
Con frecuencia, se considera que Halo es la razón del éxito de la Xbox en el mercado. A pesar de contar con un modo multijugador restringido, la crítica lo ha catalogado como uno de los mejores sistemas multijugador de todos los tiempos.

Puesto que Halo se estrenó antes de que debutara el servicio Xbox Live, los videojuegos multijugador en línea aún no eran oficialmente respaldados, es decir, no soportaban la conexión inalámbrica o simplemente no podían conectarse del todo a una red de Internet. En vez de ello, el juego hace uso del Ethernet o del System Link —una conexión para el Xbox de tipo local— con el que se soporta una conexión de hasta 16 jugadores simultáneos. Esta fue la primera vez que se utilizó dicha interfaz para un juego de consola, aunque por lo general la crítica la catalogó como una opción «poco práctica». Debido a que Halo no posee bots de inteligencia artificial, se requiere la realización de LAN parties para alcanzar el límite de 16 jugadores que posee el juego. En adición a los cinco modos multijugador personalizables, dos jugadores pueden jugar de manera cooperativa a través del modo de campaña del juego. Las opciones multijugador fueron bien recibidas por la prensa, y si bien posee rasgos limitados en este modo de juego, Halo es considerado como uno de los mejores sistemas multijugador de todos los tiempos.
A pesar de que la versión Xbox de Halo carece de soporte oficial para el modo multijugador en línea, los software tipo túnel XLink Kai, XBConnect así como uno desarrollado por GameSpy ofrecieron alternativas no oficiales para poder acceder a este modo de juego. Por otra parte, las versiones de Windows y de Macintosh soportan a su vez las conexiones en línea de hasta 16 jugadores e incluyen mapas para el modo multijugador que no se hallan en la versión original para el Xbox. Sin embargo, el modo cooperativo fue removido de dichas versiones puesto que requería una tediosa labor de recodificación para poder implementarse. El 15 de marzo de 2004, Gearbox Software publicó una versión alternativa titulada Halo: Custom Edition para Windows, la cual permitió a los jugadores personalizar sus partidas así como sus propios mapas de juego. Sin embargo, no contiene el modo de campaña. En el evento E3 de 2011, Microsoft anunció la versión Anniversary. Esta edición cuenta con un modo cooperativo en línea junto con un modo de campaña con gráficos mejorados a partir del uso del mismo motor de juego utilizado para Halo: Reach. Fue lanzado en noviembre de 2011.

## Producción
| Líder del proyecto                   | Jason Jones                                                                |
| Asistente del jefe de arte           | Steve Abeyta                                                               |
| Jefe de producción                   | Hamilton Chu                                                               |
| Productores                          | Rick Ryan Alexander Seropian (ejecutivo)                                   |
| Director de arte                     | Marco Lehto Stephen Bahl                                                   |
| Jefe de diseño                       | John Howard                                                                |
| Diseñadores                          | Paul Berotne Tyson Green Jamie Griesemer Dan Orzulak                       |
| Jefe de la programación multijugador | Micheal Evans Hardy LeBel                                                  |
| Música                               | Martin O'Donnell Michael Salvatori                                         |
| Diseño de sonido                     | Jay Weinland Adam Tewes                                                    |
| Programadores                        | Chris Butcher Bernie Freidin Charlie Gough Eamon McKenzie                  |
| Ilustradores                         | Eric Arroyo Christopher Barrett Matt Armstrong Stephen Bahl Cris Lee       |
| Actores de voz (en inglés)           | Steve Downes Jen Taylor David Scully Pete Stacker Tawanya Pettiford-Waites |
| Referencias                          | [ 54 ] [ 55 ] [ 56 ]                                                       |

La producción de Halo: Combat Evolved comenzó justo después de que Microsoft adquiriese a Bungie, a mediados de 2000. Anteriormente, se había dicho que el juego saldría para la consola PlayStation 2, de Sony, por medio de la distribuidora Take-Two Interactive. El 21 de julio de 1999 Steve Jobs anunció durante el evento Macworld Conference & Expo que Halo estaría disponible para los sistemas Mac OS y Windows de manera simultánea. Previo al anuncio anterior, algunos periodistas de publicaciones sobre videojuegos —bajo un estricto acuerdo de no divulgación— vieron un preview de Halo en una exhibición privada durante el E3 de 1999, y se mostraron impresionados al respecto. Bungie Studios dijo, poco después, que originalmente el equipo quería diseñar el juego como un título de estrategia en tiempo real y «básicamente era un clon de Myth —franquicia también desarrollada en un inicio por Bungie— en un universo de ciencia ficción», al ser en realidad una modificación del motor de juego usado en aquella serie.
En el E3 de 2000, el primer tráiler obtuvo un buen recibimiento por parte de los asistentes al evento. La versión exhibida en ese instante era bastante diferente a la que se había mostrado previamente en el E3 de 1999, lo cual marcó tan sólo la primera de una serie de modificaciones sustanciales en el diseño de Halo. Hasta ese momento, el título consistía en un juego de acción en tercera persona, en la que una nave de transporte se estrella en un misterioso mundo en forma de anillo que orbita en torno una estrella. Las primeras versiones de los extraterrestres del Covenant se agrupaban en grandes bandos que saqueaban lo que podían en su camino, hasta que la guerra estalla entre ellos y los humanos. Incapaces de hacer frente a aquella raza alienígena tecnológicamente superior a la suya, los seres humanos que residen en ese misterioso mundo comienzan una especie de guerra de guerrillas. Además, el tráiler mostraba una diversidad de fauna específica de ese entorno —principalmente, criaturas con aspecto de dinosaurios—, que más tarde fue removida del juego debido a las dificultades técnicas inherentes en su incorporación —como la inteligencia artificial de los animales y sus reacciones frente a las secuencias de acción— y a la «distracción del factor sorpresa, el drama y el impacto de los Flood [que causaría en el jugador]».
Tal y como se había dicho a través de rumores, Microsoft anunció el 19 de junio de 2000 la adquisición de Bungie Studios. Como resultado de lo anterior, Halo pasó a ser un título exclusivo para la consola Xbox de Microsoft, por lo que Bungie tuvo que hacer una nueva modificación en el motor del juego, que a final de cuentas alteraría notablemente su diseño y lo convertiría en un videojuego de disparos en primera persona. Si bien en un principio el modo multijugador en línea de Halo era un elemento clave, a raíz de estas modificaciones se omitió de la versión definitiva del juego, puesto que el servicio Xbox Live no estaría terminado para cuando debutara Halo en el mercado. Aunque la demo del juego disponible en Gamestock de 2001 obtuvo una buena aceptación por los asistentes, la crítica mostró reacciones mixtas tras su aparición en E3 de 2001.
Finalmente, Halo se estrenó de forma simultánea al Xbox en Estados Unidos el 15 de noviembre de 2001; algunos mercadólogos de Microsoft optaron por añadir el subtítulo Combat Evolved puesto que sintieron que el nombre Halo por sí solo no era lo suficientemente descriptivo como para competir con otros videojuegos de temática militar. El 12 de julio de 2002, se anunció que una adaptación para Windows se hallaba en pleno desarrollo por Gearbox Software. Su presentación ocurrió en E3 de 2003, y obtuvo buenas reseñas por la crítica en su mayoría, aunque algunos la recibieron con escepticismo. Al final, la adaptación se estrenó el 30 de septiembre de 2003, e incluyó soporte para el modo multijugador en línea además de tener gráficos más nítidos, aunque presentó problemas de compatibilidad que a últimas instancias ocasionaron un rendimiento pobre. Otra adaptación, esta vez para el sistema Mac OS X, debutó el 11 de diciembre de 2003, mientras que una versión para Xbox 360 estuvo disponible para su descarga en el Bazar Xbox Live a partir del 4 de diciembre de 2007, por un costo de 1 200 Microsoft Points. Para la temporada navideña de 2008, Microsoft rebajó el precio original de dicha versión, vendiéndose en 600 Microsoft Points.

### Audio

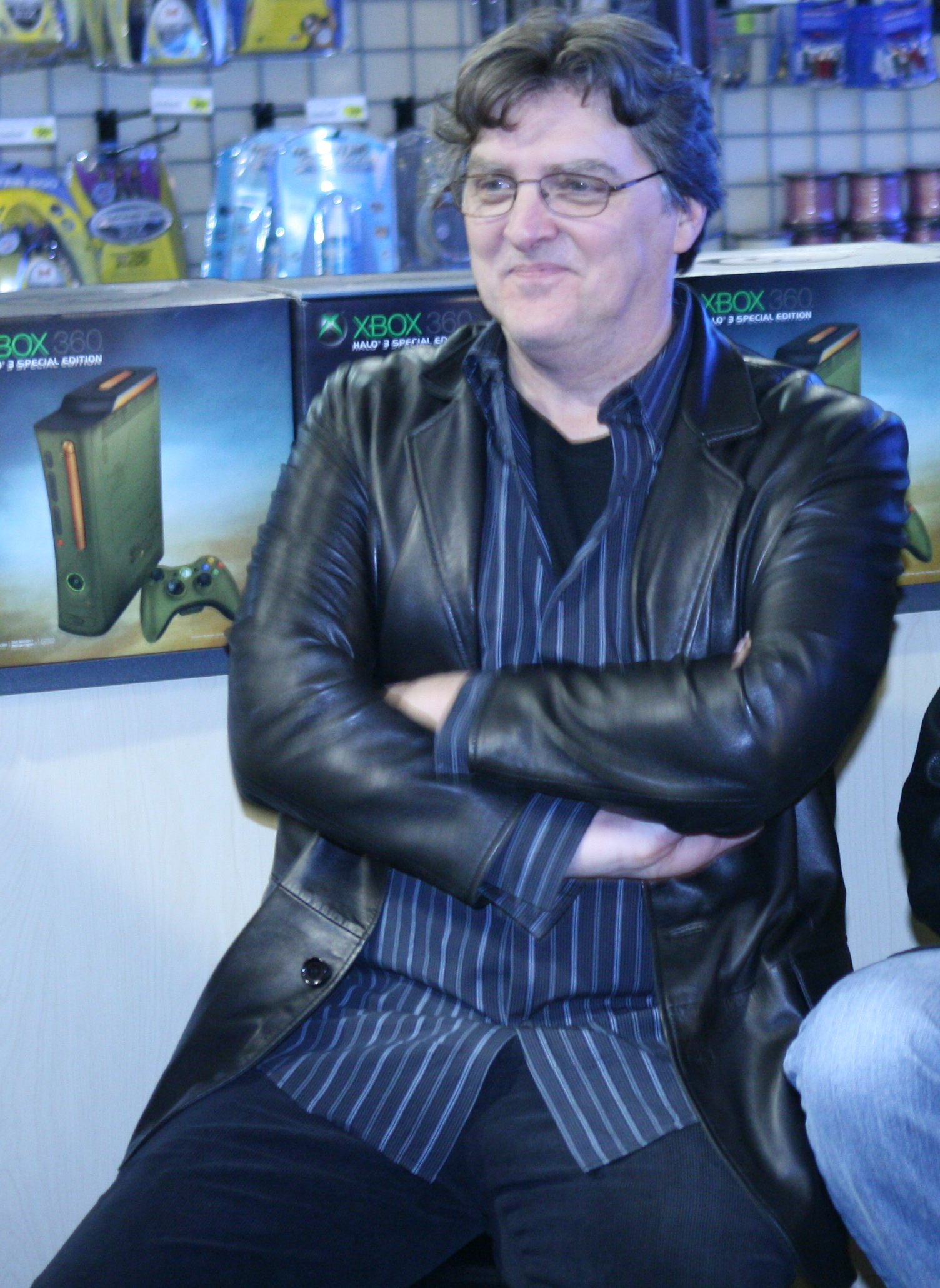
Martin O'Donnell (en la imagen) junto con Michael Salvatori fueron los responsables de componer todas la melodías que aparecen a lo largo del juego. La composición de ambos obtuvo elogios por la mayoría de la crítica.

La banda sonora de Halo corrió a cargo del director de audio de Bungie Studios, Martin O'Donnell, quien admitió haberse sentido nervioso al ser elegido pues tomó el proyecto con «miedo»; tras su estreno obtuvo críticas favorables en su mayoría. O'Donnell comentó que su objetivo era el de «ofrecer un sentimiento de importancia y de autoridad, así como una sensación en cuanto a lo 'ancestral'», así que diseñó las piezas musicales de tal forma que «pudieran ser simuladas y mezcladas de una manera en la que le proporcionen lazos múltiples e intercambiables que puedan ser recombinados al azar con tal de mantener interesante la pieza así como una duración variable [del material]». De hecho, la producción requirió la creación de «secciones intermedias alternativas que puedan ser cambiadas si el juego busca algún cambio (p. ej. más o menos intenso)». En cuanto a las influencias del score, señaló que comparaba el material como una especie de «el pequeño Samuel Barber conoce a Giorgio Moroder».
O'Donnell expresó que «[él] se sentó con los diseñadores de nivel y 'descubrió' el nivel como si fuera una película, con el conocimiento de que la música tendría que ser maleable en vez de estática... El diseñador de nivel me decía lo que él esperaba que un jugador sintiera en ciertos puntos del juego o tras lograr algunas tareas específicas». Con base a esto, el compositor «regresaría y desarrollaría pistas musicales apropiadas, y entonces el diseñador incluiría las pistas en el nivel, y luego lo jugaríamos para ver si funcionaba como queríamos». Asimismo, explicó que el uso de la música en Halo es más bien escaso porque, en su opinión, «la música es mejor cuando se usa en un juego para estimular el estado emocional del jugador y trabaja mejor cuando es usada lo menos posible», por lo que «si la música se reproduce constantemente tiende a convertirse en un elemento tedioso y pierde su impacto cuando se lo requiere verdaderamente para aumentar algunos componentes dramáticos del juego».
El primer tema creado por O'Donnell, «Halo» fue escrito y grabado en solamente tres días y tras su estreno pasó a convertirse en la «melodía característica de Halo». Cabe señalarse que su debut aconteció en la MacWorld Conference & Expo de 1999, durante la demostración de Halo a la prensa. El material restante se escribió y grabó de julio a septiembre de ese mismo año. En términos generales, la música del juego contiene una variedad de dispositivos mezclados entre sí, que van desde «teclados, sintetizadores y samplers hasta un equipo de grabación digital controlado por computadoras». Además, se añadió a la banda sonora una serie de grabaciones de instrumentaciones en vivo realizadas por la Chicago Symphony y la Chicago Lyric Opera Orchestra. La canción principal de Halo, apareció en el videojuego de música Guitar Hero III: Legends of Rock bajo el título de «Halo Theme MJOLNIR Mix»; esta melodía, fue regrabada para adaptarse al juego en cuestión. Asimismo, fue remasterizada por O'Donnel, Salvatori y el guitarrista Steve Vai.
A continuación, la lista con los temas que componen a la banda sonora con su respectiva duración:
| Lista de canciones |                                               |          |  |
| N.º                | Título                                        | Duración |  |
| 1.                 | «Opening Suite»                               | 3:33     |  |
| 2.                 | «Truth and Reconciliation Suite»              | 8:25     |  |
| 3.                 | «Brothers in Arms»                            | 1:29     |  |
| 4.                 | «Enough Dead Heroes»                          | 3:00     |  |
| 5.                 | «Perilous Journey»                            | 2:26     |  |
| 6.                 | «A Walk in the Woods»                         | 1:52     |  |
| 7.                 | «Ambient Wonder»                              | 1:57     |  |
| 8.                 | «The Gun Pointed at the Head of the Universe» | 2:26     |  |
| 9.                 | «Trace Amounts»                               | 1:51     |  |
| 10.                | «Under Cover of Night»                        | 3:41     |  |
| 11.                | «What Once Was Lost»                          | 1:40     |  |
| 12.                | «Lament for Pvt. Jenkins»                     | 1:14     |  |
| 13.                | «Devils... Monsters...»                       | 1:30     |  |
| 14.                | «Covenant Dance»                              | 1:57     |  |
| 15.                | «Alien Corridors»                             | 1:48     |  |
| 16.                | «Rock Anthem for Saving the World»            | 1:17     |  |
| 17.                | «The Maw»                                     | 1:06     |  |
| 18.                | «Drumrun»                                     | 1:01     |  |
| 19.                | «On a Pale Horse»                             | 1:35     |  |
| 20.                | «Perchance to Dream»                          | 1:00     |  |
| 21.                | «Library Suite»                               | 6:47     |  |
| 22.                | «The Long Run»                                | 2:12     |  |
| 23.                | «Suite Autumn»                                | 4:22     |  |
| 24.                | «Shadows»                                     | 0:59     |  |
| 25.                | «Dust and Echoes»                             | 2:49     |  |
| 26.                | «Halo»                                        | 4:22     |  |
| 65:08              |                                               |          |  |

## Recepción
Tras su estreno, Halo: Combat Evolved rompió varios récord de ventas; para el 8 de abril de 2002, ya se habían vendido un total de un millón de unidades, convirtiéndose en el título en lograr tal hazaña más rápidamente que cualquier otro videojuego de la sexta generación. Tan sólo dos meses después de su debut, se vendió junto con el 50% de las consolas Xbox, y mantuvo su precio de venta en 49,99 USD hasta el 30 de noviembre de 2003. Para el 4 de julio de 2003 se habían vendido más de 3 millones de copias en todo el mundo, cifra que para el 28 de enero de 2004 se incrementó a un total de 4 millones de ediciones vendidas. Casi dos años después, de acuerdo a un conteo realizado el 9 de noviembre de 2005, la cifra de ventas llegó a los 5 millones de unidades comercializadas.
Halo recibió la aclamación universal de la crítica especializada y alcanzó una puntuación global de 97% en el sitio web de reseñas Metacritic. Electronic Gaming Monthly comentó a grandes rasgos en su evaluación, donde el juego obtuvo una puntuación perfecta: «este juego [nos] ha cautivado [a la editorial] completamente [...] lleva tu intelecto a un nivel de percepción completamente diferente». Sobre el modo multijugador, la revista mencionó: «GoldenEye era el estándar de los multijugadores en primera persona [...] pero ha sido superado». El sitio web GameSpot afirmó que «por el modo de campaña de Halo vale la pena comprarse un Xbox» y añadió: «no sólo es sencillamente el mejor título de lanzamiento para la Xbox, sino que también es uno de los mejores juegos de disparos de todos los tiempos y de cualquier plataforma». IGN expresó algo similar, al catalogar a Halo como un «juego que no puedes perder la oportunidad de jugar, sencillo, acertado, un título de cinco estrellas con una puntuación triple A (aclamado por la crítica, con excelentes ventas, innovador y con buenos gráficos)». La revista británica Edge lo enlistó como «el lanzamiento más importante para cualquier consola, en toda la historia de los videojuegos», calificándolo con una puntuación de 10 sobre 10, con lo que se convirtió en el cuarto juego en ostentar dicha puntuación otorgada por la revista a lo largo de sus primeros ocho años de existencia. Asimismo recibió diversos premios como «Videojuego del año», incluyendo los otorgados por la Academy of Interactive Arts & Sciences, Electronic Gaming Monthly, Edge y el sitio IGN. La Academia Británica de las Artes Cinematográficas y de la Televisión premió a Halo como el «Mejor videojuego de consola», mientras que Rolling Stone le otorgó un galardón por su banda sonora. De acuerdo al sitio Xbox.com, el juego ganó un total de 48 premios desde su aparición en el mercado. Algunos aspectos principales que la crítica elogió fueron «el equilibrio en el uso de armas, el rol desempeñado por los vehículos al poder ser manejados por el jugador, y la inteligencia artificial de los enemigos».
A pesar del considerable éxito comercial y crítico de Halo, el juego se hizo acreedor a ciertas notas negativas dadas principalmente al diseño de los niveles; IGN escribió: «más de medio tercio del juego básicamente tiene [...] los mismos niveles una y otra vez». De manera similar, GameSpy le dio una puntuación más baja al título en comparación a otros sitios web, además de enlistarlo en su reportaje de «Los 25 juegos más sobrevalorados de todos los tiempos». El sitio comentó que los niveles tienden a «degenerarse debido a que se reciclan las mismas áreas una y otra vez hasta aburrirte a más no poder», además de ser uno de los pocos medios en criticar la ausencia del modo multijugador en línea, aunque para entonces el servicio Xbox Live aún no se había estrenado. Debido a ello, GameSpy lanzó un servidor tipo túnel para permitir que los juegos pudiesen conectarse a Internet por medio de la conexión System Link. Tras señalar que el diseño de los niveles era un serio problema a considerar, un artículo publicado en Game Studios.org manifestó que a pesar de todo Halo «triunfa al haber comprendido la anatomía de los juegos de disparos en primera persona» y añadió: «no es tanto sobre el 'combate evolucionado', como sugiere el subtítulo, sino más bien sobre el 'género evolucionado' en sí».
Las críticas hechas a la versión para PC fueron un tanto más mixtas; en Metacritic, logró una puntuación promedio de 83%. GameSpot sostuvo que aún era «un increíble juego de acción [...] [y] un verdadero clásico», dándole una calificación de 9 sobre 10. IGN le brindó a su vez una calificación de 8,2 sobre 10, y comentó en su análisis que «si ya lo jugaste en la Xbox, entonces no hay nada nuevo por ofrecer [refiriéndose a la versión para PC]». Eurogamer citó al juego como «una oportunidad perdida», aunque luego comentó que el modo multijugador en línea era «una atracción masiva [...] para los veteranos de Halo». El sitio en español Meristation comentó en su análisis que «estamos ante uno de esos títulos que consiguen engancharte a la pantalla durante horas y horas, de los que te mantienen en vela y siempre te dejan con ganas de saber qué pasará después», y respecto a la versión para PC detalló que si bien «no encontrarán grandes novedades», al final es recomendado para todos aquellos usuarios que «no lo disfrutaron en la consola de Microsoft».

## Legado
De acuerdo con GameSpot, «varias innovaciones sutiles han sido imitadas por muchos otros juegos desde que Halo salió a la venta». El título es citado con frecuencia como la razón principal por la que la consola Xbox tuvo éxito tras su aparición en el mercado, y, consecuentemente, sirvió de arranque para la que es considerada como la franquicia insignia de la Xbox. El diseñador de videojuegos Vox Day destacó que el juego resulta innovador al utilizar entornos propios del género de la ciencia ficción para seguir el estilo de Half-Life en cuanto a evitar el uso de niveles estáticos y a su similitud con el género de los videojuegos de mazmorras, cuya base radica en la esencia del género de disparos en primera persona heredado por Akalabeth. Day añadió luego en su evaluación que Halo estimuló una tendencia constante la cual resulta evidente en muchos otros juegos de disparos. El 29 de julio de 2006, mediante el uso de criterios basados en los ingresos, las reseñas, las críticas, los spin-off y otros elementos, Halo pasó a ser catalogado como el segundo mejor juego del siglo XXI, tan solo por debajo de Grand Theft Auto: Vice City. Por otra parte, el juego dio lugar al establecimiento de términos como «clon de Halo», o «asesino de Halo» para comparar la calidad del título con la de otros juegos similares. Adicionalmente, el motor gráfico fue utilizado en el juego Stubbs the Zombie in Rebel Without a Pulse.
Halo llegó a presentarse tanto en la Major League Gaming como en la World Cyber Games. En la machinima, el juego ha servido de base para la producción del popular Red vs. Blue. La secuela del juego, Halo 2, logró recaudar 125 millones USD con 2,38 millones de copias vendidas durante su primer día de lanzamiento, ganándose la distinción de ser el producto más rápidamente vendido en la historia de Estados Unidos. Tres años después, Halo 3 batió dicho récord al conseguir los mayores ingresos en el día de estreno de un videojuego en toda la historia del entretenimiento, al recaudar un total de 170 millones USD en sus primeras 24 horas de comercialización. Acto seguido, la precuela Halo: Reach, de 2010, vendió un total de 200 millones USD en su primer día de lanzamiento, convirtiéndose en el más exitoso de la franquicia en su día inaugural de comercialización hasta el momento. En el evento E3 de 2011, se anunció la versión Halo: Combat Evolved Anniversary que se estrenó en noviembre de 2011, y la continuación Halo 4, estrenado en noviembre de 2012. Con motivo de dicha conmemoración, en 2011 se realizó un evento denominado Halo Fest, en donde se celebraron diversos torneos.

## Adaptaciones

### Novelas e historietas
La historia de Combat Evolved ha sido adaptada a varias novelas gráficas; la primera de ellas, Halo: The Fall of Reach, es una precuela escrita por Eric Nylund en un período no mayor a siete meses y publicada en octubre de 2001. Tras su aparición, se convirtió en un bestseller de la editorial Publishers Weekly, llegándose a vender casi 200 000 copias. Posteriormente, en 2003 se publicó una nueva novela titulada Halo: The Flood, la cual es un tie-in de Combat Evolved pues describe no solamente las anécdotas vividas por el Jefe Maestro, sino también por los demás personajes que se ubican en la Instalación 04. La anterior obra fue escrita por William C. Dietz, y figuró también en la lista de bestsellers de Publishers Weekly durante mayo de 2003. En diciembre de ese mismo año, Nylund retomó el universo de Halo y redactó una tercera novela denominada Halo: First Strike, cuya trama tiene lugar entre los eventos de Combat Evolved y Halo 2. A diferencia de The Fall of Reach, el autor demoró tan sólo 16 semanas para completar First Strike. Las siguientes dos novelas, Halo: Ghosts of Onyx —escrita también por Nylund y publicada en octubre de 2006—. y Halo: Contact Harvest —a cargo de Joseph Staten y publicada en octubre de 2007—. extienden la historia de Halo con tramas inéditas. A finales de 2008 apareció Halo: The Cole Protocol, cuya trama aborda las vivencias de un grupo de reclutas SPARTAN, llamado «Equipo gris»; su historia es un tanto aislada, puesto que los eventos en los que éstos se ven involucrados, no se pudieron relatar en alguna otra publicación posterior. Al año siguiente, se lanzó la colección de historias cortas Halo: Evolutions - Essential Tales of the Halo Universe, la cual incluye material creado por Nylund, Tobias S. Buckell y Karen Traviss, así como de Bungie Studios.
Una adaptación más es la Novela gráfica de Halo, la cual se trata de una colección de cuatro relatos cortos publicados por Marvel Comics a mediados de 2006. La obra fue escrita e ilustrada por Lee Hammock, Jay Faerber, Tsutomu Nihei, Brett Lewis, Simon Bisley, Ed Lee y Jean Giraud. Cabe señalarse que Bungie Studios considera todas estas adaptaciones como parte del canon oficial de Halo. Posteriormente, en agosto de 2007, Marvel publicó la miniserie Halo: Uprising, la cual consta de cuatro volúmenes, y fue escrita por Brian Michael Bendis e ilustrada por Alex Maleev. Una novela suplementaria, Halo Wars: Genesis, que ofrece ilustraciones realizadas por Graeme Devine y Eric Nylund; fue incluida en la edición Halo Wars: Limited Edition en marzo de 2009. En ese mismo período, Marvel publicó Halo: Helljumper, una miniserie que consta de cinco volúmenes y que fue escrita por Peter David e ilustrada por Eric Nguyen y estrenada a mediados de 2009. A finales de ese mismo año, se publicó la serie de historietas Halo: Blood Line, la cual también funciona como precuela de Combat Evolved, mientras que en 2010 apareció una adaptación en versión de historieta de la novela The Fall of Reach, a cargo de Brian Reed.

#### Otras publicaciones
En 2004 se publicó un libro que incluye el arte conceptual y otra información en torno al proceso de producción de los juegos Halo y Halo 2 (The Art of Halo: Creating A Virtual World) así como un folleto que incluye varios diálogos entre diversos personajes del universo de Halo (Conversations from the Universe). Tres años después, en 2007 apareció Bestiarum que contiene información sobre las criaturas que se observan en Halo. Al principio, esta obra se publicó en forma de folleto, para poco después ser editada en versión DVD. Existe igualmente una enciclopedia titulada Halo Encyclopedia la cual explica con detalle numerosos conceptos relacionados con Halo, y fue publicada en 2009.

### Película

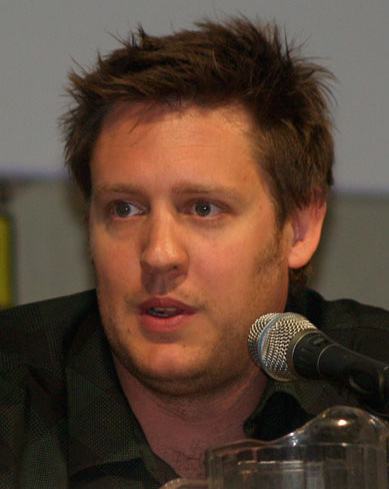
Neill Blomkamp iba a dirigir la película basada en Halo.

En 2005, el presidente de Columbia Pictures, Peter Schlessel comenzó a entablar negociaciones para producir una adaptación fílmica de Halo. Alex Garland fue el encargado de redactar un primerizo guion, aunque muchos estudios se negaron a financiarla, debido a algunos problemas relacionados con sus ganancias y presupuesto. Finalmente, 20th Century Fox y Universal Studios decidieron asociarse para producir el filme mediante un convenio. Peter Jackson asumió el rol de productor ejecutivo, junto a Neill Blomkamp como director. Poco antes de que Blomkamp fuera asignado al cargo, Guillermo del Toro entró en negociaciones para dirigir la película.
D. B. Weiss y Josh Olson reescribieron en 2006 el libreto hecho por Garland. No obstante, la filmación se pausó en repetidas ocasiones durante la etapa de preproducción, posponiéndose el proyecto de manera indefinida. Para el año siguiente, 20th Century Fox amenazó con suspender el proyecto, por lo que Universal manifestó un ultimátum a Jackson y a Schlessel que decía textualmente: «o reducen sus enormes ofertas de 'primer dólar' o el proyecto termina». Ambos se negaron, por lo cual el proyecto se estancó.
Blomkamp declaró a finales de 2007 que el proyecto estaba muerto, pero Jackson afirmó que todavía era posible que la película se realizara. Blomkamp y Jackson colaboraron en la película District 9, pero el director comentó, que no estaba dispuesto a dirigir una película relacionada con Halo si es que se llegara a presentar una oportunidad, pues comentó que después de haber trabajado en la película por cinco meses antes de que el proyecto colapsara, sería difícil regresar a su puesto como director. Los derechos de la película han estado en propiedad de Microsoft desde entonces. En un momento dado, el cineasta Steven Spielberg expresó un cierto interés en ser parte de alguna producción fílmica sobre el universo de Halo.

### Anime
Microsoft anunció durante la Comic-Con de 2009 que se encontraba supervisando la producción de una serie de siete cortos animados estilo anime denominada Halo Legends, la cual fue financiada por 343 Industries en unión con cinco estudios de animación japoneses: BONES, Casio Entertainment, Production I.G, Studio 4 °C y Toei Animation. Shinji Aramaki, director y creador de Appleseed y Appleseed EX Machina, trabajó para el proyecto como director creativo. Warner Bros. distribuyó la serie en formato DVD y Blu-ray durante el mes de febrero de 2010. Seis de las historias forman parte oficial del canon de Halo, mientras que la séptima, hecha por Toei Animation, es en realidad una parodia al universo ficticio de los mundos anillo.